# Tour de la cloche de Pékin
Pour les articles homonymes, voir tour de la cloche.
La tour de la cloche de Pékin (chinois simplifié : 北京钟楼 ; chinois traditionnel : 北京鐘樓 ; pinyin : běijīng zhōnglóu) est située sur l'extrémité nord de l'axe central de la vieille ville tartare de Pékin, au nord de la rue Di’anmen. Elle se situe un peu au nord de la tour du tambour. Elle abrite la plus grande et lourde cloche de Chine (7 mètres pour 63 tonnes, qui pouvait être entendue à une distance de 20 km).

## Histoire
La tour est ouverte aux touristes depuis les années 1980.

## Architecture

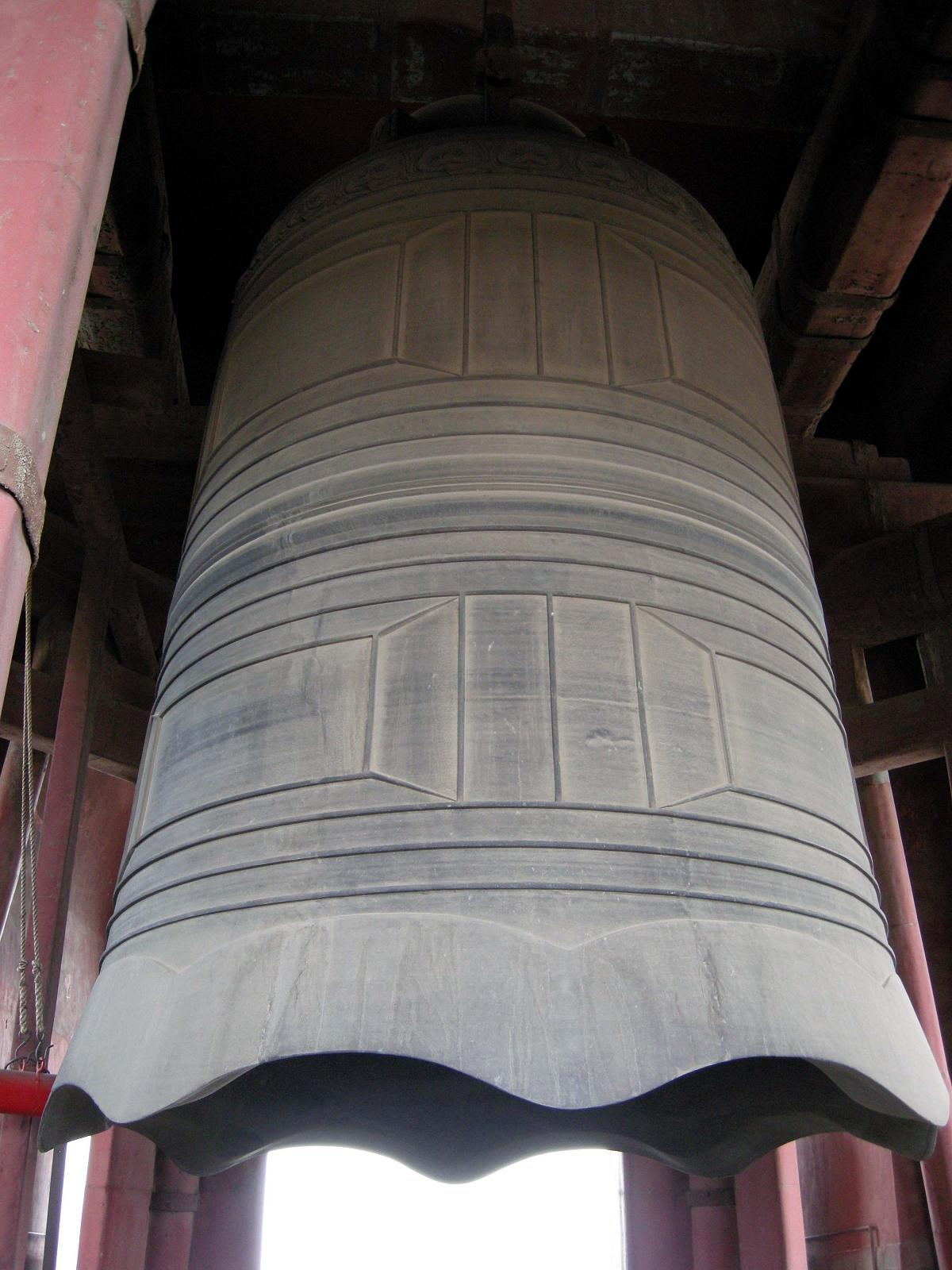
La cloche

La tour de la cloche s'élève à 33 mètres. Ses murs sont gris et son toit est fait de tuiles vernissées vertes.